# Рокировка в длинную сторону
«Рокировка в длинную сторону» — советский детективный фильм. Снят на киностудии «Ленфильм» в 1969 году. Премьера состоялась 25 мая 1970 года.

## Сюжет
Молодой советский биолог Борис Лебедев приезжает в ФРГ на научную конференцию, знакомится с немкой Соней Штерц и влюбляется в неё. Во время празднования фашинга с Соней, в Майнце, Борис напивается и теряет контроль над собой. Ему тайно вводят психотропные препараты, перевозят на базу спецслужб и пытаются завербовать в шпионскую сеть, применяя меры принуждения. Борис втянут в международный шпионский конфликт, его шантажируют, используя интимные снимки с участием Сони. Разведчик Брукс, в прошлом учёный физик, продолжительное время обрабатывает Лебедева и предлагает работать на заокеанскую спецслужбу. Брукс обещает, что Лебедев будет заниматься наукой, но он будет заслан обратно в СССР для сбора разведданных. Защищая честь любимой девушки, Лебедев даёт согласие. 
После возвращения Лебедева в Советский Союз доктор Брукс на подводной лодке прибывает в советские территориальные воды и находит Лебедева, который продолжает с ним играть роль завербованного. В конце фильма выясняется, что советские спецслужбы с помощью Лебедева заманили Брукса в ловушку. Брукс арестован. Попутно выясняется, что Лебедев — действительно учёный, а не агент, и он честно сообщил в органы госбезопасности о попытке его  завербовать. В концовке Лебедев, работает в советском исследовательском учреждении и читает письмо от Сони. Она признаётся, что ей плохо без Бориса и она надеется на встречу.

## В ролях
- Александр Демьяненко — Борис Лебедев
- Павел Луспекаев  — Ребров
- Альгимантас Масюлис — Брукс
- Ирина Вавилова — Соня
- Зинаида Дорогова — фрау Мария, мать Сони
- Октавиан Корнич — Виктор
- Стяпонас Космаускас —  доктор Карсон
- Михаил Екатерининский — Кончинский
- Геннадий Полока — Генри Орланд
- Пётр Шелохонов — учёный
- Наталья Журавель — немецкая студентка
- Владимир Карпенко — капитан 2 ранга
- Геннадий Нилов — агент
- Марина Юрасова  — дама в ложе оперы

## Съёмочная группа
- Авторы сценария: Владимир Григорьев, Юрий Васильев
- Режиссёр: Владимир Григорьев
- Оператор: Владимир Чумак
- Художник: Евгений Гуков
- Костюмер: Елена Амшинская
- Композитор: Аркадий Гагулашвили

## Критика
Критик Лев Аннинский отмечал острые и захватывающие события в фильме, «серьёзность и актуальность этого сюжета».
В журнале «Советский экран» был напечатан отзыв, согласно которому фабула фильма «не отличается логикой», в фильме «много неубедительного, малодостоверного» и «можно только посочувствовать актёру А. Демьяненко, что ему пришлось играть в таком нереалистическом фильме». 
Критик Н. Зеленко писала о фильме: «Тут не посетуешь на серый фон действия, на вялый ритм, на однообразие ситуаций, на инертность героев. Режиссёр…неизменно озабочен тем, чтобы развернуть перед зрителем яркое, динамическое кинематографическое зрелище». Однако о характере главного героя было написано, что «сценаристом и режиссёром он едва обозначен, и актёру А. Демьяненко не удалось вдохнуть в него живую жизнь». Критик так оценила фабулу фильма: «… в согласие Лебедева стать подручным Брукса не верят не только зрители — не верят и авторы картины тоже. Они ведь не хуже нас знают, что молодому учёному не из-за чего идти на политическое и человеческое самоубийство, что нет во всех адских кознях, подстроенных Бруксом, ничего такого, что могло бы вынудить его стать предателем. Да и в его человеческом облике нет ничего, что могло бы дать повод Бруксу надеяться на успех. Значит, остаётся только игра, и то, что при более серьёзной разработке характеров и конфликта могло бы стать настоящим испытанием для героя».
В журнале «Искусство кино» также подробно анализировалась роль Брукса в исполнении А. Масюлиса. Киновед Евгений Аб считал, что актёрская работа Масюлиса «выходит за рамки этого фильма», находя в ней «дюрренматовские мотивы» и «динамическую силу». При этом Е. Аб написал, что «его экранные противники гораздо менее художественно значительны и малоубедительны». Критик также утверждал, что «эпизод пленения Брукса нелепостью, неподготовленностью подобного итога и вместе с тем тщательно воспроизведённым в духе образцовой шпионской ленты антуражем разрушает правду образа, созданного Масюлисом».
Социолог Борис Фирсов писал, что «Масюлис был неотразим и зловещ в роли шпиона, „Шурик“ Демьяненко не очень убедителен в роли учёного».